# Cerf-volant incendiaire
Un cerf-volant incendiaire est un cerf-volant auquel est accroché un engin incendiaire afin de s'en servir comme arme en mettant le feu dans un camp adverse. Le même effet peut être atteint avec un ballon incendiaire.

## Usage historique
Il a été utilisé pour la première fois par le général coréen Gim Yu-sin au VIIe siècle et les Chinois de la dynastie Song. En 2018, il est utilisé à grande échelle durant les manifestations de la bande de Gaza.

### Utilisation par les Palestiniens de la bande de Gaza

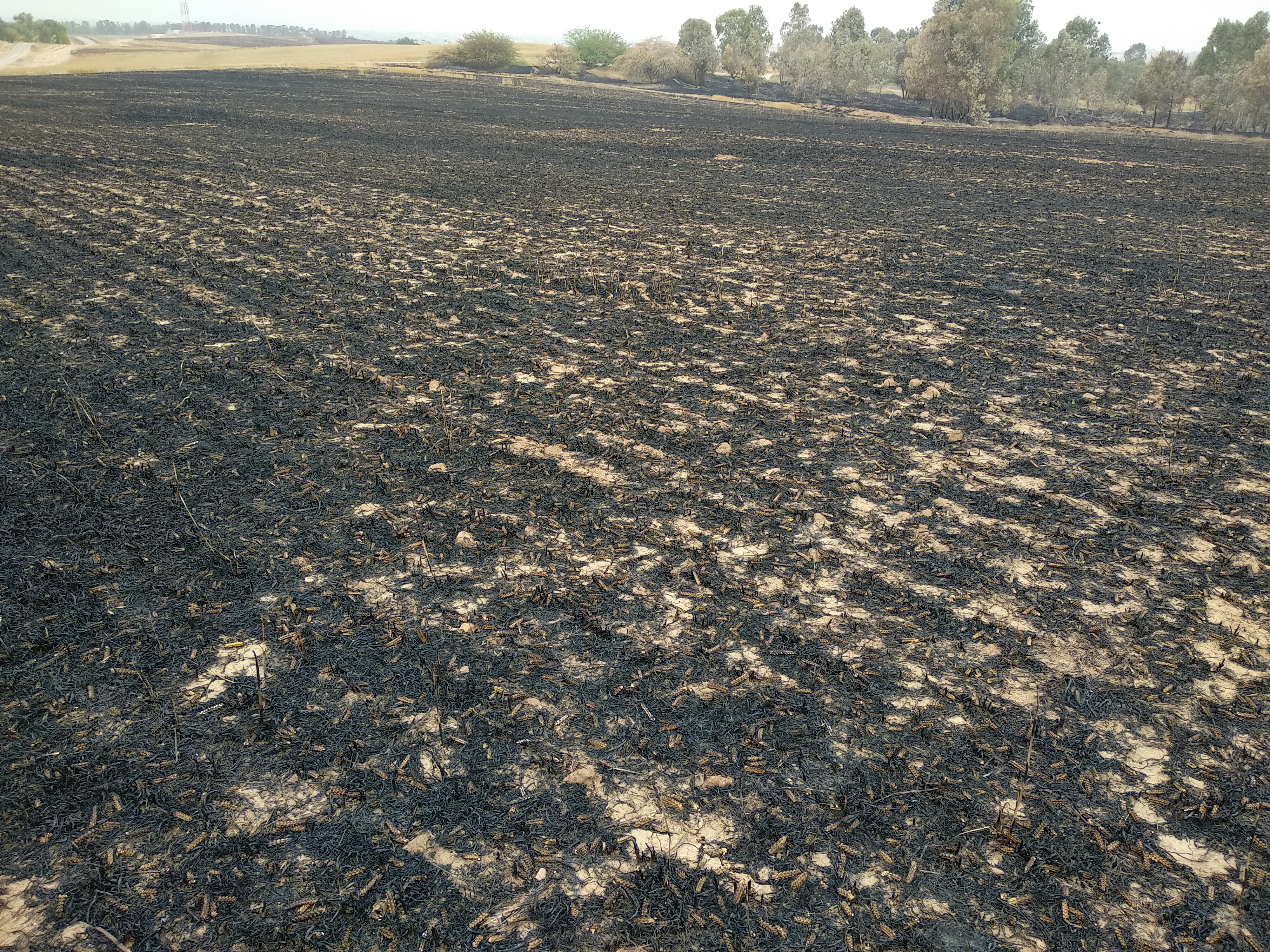
Champ israélien ravagé par un incendie causé par un cerf-volant

En avril 2018, des manifestants palestiniens ont commencé à lancer des cerfs-volants portant des engins incendiaires au-dessus de la barrière frontalière avec Israël, afin de causer des dégâts aux biens du côté israélien. Depuis, plusieurs centaines de cerfs-volants et ballons, auxquels des matériaux combustibles ont été attachés, ainsi que des objets incendiaires du type cocktail Molotov, grenades ou des engins explosifs piégés ont enflammé des champs agricoles, des forêts et des réserves naturelles. Il a aussi menacé les abords d'un collège d'enseignement supérieur et d'un kibboutz près de Sdérot à proximité de la clôture autour de la bande de Gaza Certains de ces cerfs-volants, ont arboré une croix gammée,,,. Pour les Palestiniens ils sont « l'un des emblèmes de la marche du retour ». Dans l’organisation des manifestations à Gaza, il y a différentes brigades dont celle qui fabrique des cerfs-volants. Ils sont environ de la taille d'un adulte. Leur structure est en bois et des vêtements en feu y sont attachés. Quand ils atteignent le territoire israélien la corde est coupée. L’armée israélienne s'efforce d’intercepter « ces cocktails Molotov volants » avec des drones. Au moins un tiers de ces engins incendiaires atteignent malgré tout le territoire israélien. Au 5 juin 2018, ce sont  environ 1 800 hectares de terres variées qui ont été détruites par plus de 250 incendies. La moitié des feux se sont déclarés dans des réserves naturelles faisant « des ravages dans la faune et la flore sauvages », selon les écologistes israéliens. Le président mondial du Fonds national juif qui a planté de nombreuses forêts en Israël, a déclaré que « le Hamas a prouvé qu'il n'a pas d'humanité; non seulement envers les êtres humains, mais aussi envers les animaux et les ressources naturelles ». Le 15 juin, à l’occasion de la fête de la fin du Ramadan, le Hamas menace d’envoyer 5 000 cerfs-volants et ballons en direction d'Israël. À la suite de ces menaces, des coups de semonce ont été tirés par des drones sur  des groupes de Palestiniens impliqués dans le lancement d’engins incendiaires. Trois d’entre-eux ont été blessés. Plus tôt, un ballon piégé ayant atterri avec des explosifs avait été neutralisé par des démineurs. Au kibboutz Nir Am, qui a subi des incendies provoqués par des cerfs-volants incendiaires depuis Gaza, des enfants et des habitants ont lancé des ballons transportant des bonbons vers l'enclave palestinienne. Le 17, l'aviation israélienne a mené des raids contre des objectifs du Hamas en riposte aux dizaines d’incendies, entre 20 et 30 par jour, que les cerfs-volants continuent de provoquer. Trois roquettes ont été tirées sur Israël. Le lendemain, les incendies continuent. L'armée israélienne attaque 25 cibles du Hamas en réponse aux ballons incendiaires. Plus de 40 roquettes et obus de mortier ont été tirés sur Israël, certains causant des dégâts.
L'usage de ces ballons par les Gazaouis continue durant l'été 2018 et au 17 juillet, 1 000 hectares de réserves naturelles et de parcs nationaux ont été détruits. Malgré un cessez-le-feu le 20 juillet entre Israël et le Hamas, les attaques par ballons incendiaires continuent et le 23 juillet, l'aviation israélienne intervient.
Le 1er août 2018, le ministre de la Défense israélien Avigdor Liberman décide de geler tous les chargements de carburant et de gaz aux points de passage des marchandises de l’enclave palestinienne jusqu’à ce que le terrorisme de cerfs-volants et les tensions à la clôture cessent complètement. Il accuse aussi le Hamas de faire lancer ces cerfs-volants par des enfants.
Au 10 octobre 2018, le bilan est de 1 336 hectares de forêt et de 1 619 hectares de terres agricoles brûlés par ces attaques.
Les attaques par ballons incendiaires continuent en 2019 et 2020 et connaissent une nouvelle recrudescence en août 2020. De même depuis le déclenchement de la guerre à Gaza depuis 2023.

#### Prévention et défense
La méthode la plus efficace pour contrer les engins incendiaires aériens envoyés depuis la bande de Gaza est l'utilisation de drones. Depuis le début de leur utilisation au lancement des manifestations, plus de 350 cerfs-volants et ballons sur un total de 600 ont été abattus par des drones selon l'évaluation du ministre de la Défense israélien. Le 8 juin, les habitants de kibboutz la zone frontalière ont décidé de lancer une campagne de reboisement et invitent « familles, agriculteurs, vieux et jeunes, tout le monde. Prenons nos responsabilités et créons la réalité. Ils brûlent et nous plantons ! ».